# Isla Shurdhahit
Isla Shurdhahit (en albanés: Ishulli i Shurdhahit; también escrito como Shurdhah o Shurdhahu) es una isla en el norte de Albania.  Shurdhahit se encuentra situado en el lago Koman. Es la mayor isla de ese lago, así como del río Drin. Desde el extremo norte de la isla a la punta más meridional de la misma, tiene una longitud estimada de 390 m (1.280 pies). La isla cuenta con una colina en el centro de la misma y esta principalmente cubierta por árboles.